# Çanakkale 1915
Çanakkale 1915 ist ein türkischer Spielfilm aus dem Jahr 2012 auf der Grundlage des 2008 publizierten Romans Diriliş Çanakkale 1915 (Wiederauferstehung Dardanellen 1915) von Turgut Özakman (1930–2013) und thematisiert die Schlacht von Gallipoli ab dem 24. April 1915 im Ersten Weltkrieg.

## Handlung
Balkan 1913, Ende des zweiten Balkankriegs. Die Soldaten des osmanischen Heeres, Veli und Mehmet Ali, befinden sich mit türkischen Flüchtlingen aus Rumelien auf dem Heimweg. Sie kehren in ihr anatolisches Heimatdorf zurück, wo sie als Schäfer und Lehrer arbeiten.
August 1914. Durch ein Plakat werden Freiwillige für das Militär gesucht, da das Vaterland in Gefahr ist. Mehmet Alis kleiner Bruder will sich auch melden, muss aber aufgrund seines Alters zuhause bleiben. Der Bürgermeister hatte bereits vor drohender Gefahr gewarnt. Die beiden Veteranen melden sich und besuchen einen Feldwebellehrgang. Der Ausbilder erklärt den Teilnehmern, dass nichts mächtiger ist als die Heimatliebe.
November 1914. Veli und Ali sind mit ihrer Einheit an den Dardanellen stationiert, wo britische und französische Marineeinheiten provokativ auftreten. Die Royal Navy setzt ihr mächtigstes Kriegsschiff, den Dreadnought Queen Elizabeth, ein. Ein führender osmanischer Offizier sieht darin eine Kriegserklärung. Doch der osmanischen Armee fehlt es an Munition für die aus Deutschland stammenden Geschütze, da Bulgarien den Import blockiert. Den Offizieren ist klar, dass die Westmächte das Osmanische Reich wie eine Kolonie behandeln und Land rauben wollen, doch alle sind bereit, für das Mutterland zu kämpfen. Gerade noch rechtzeitig treffen deutsche Mausergewehre ein, die die unbrauchbaren Martinigewehre ersetzen. Die Soldaten sind begeistert; mit den neuen Waffen kann man sogar Mücken treffen.
18. März 1915. 18 britische und französische Schlachtschiffe, „schwimmende Festungen“, greifen an. In der Stellung werden die Kanonenkarren zerstört, so dass die schweren Granaten nicht mehr transportiert werden können und die Geschütze somit lahmgelegt sind. Da erklärt sich der kräftige Gefreite Seyit bereit, die einzelnen Granaten allein auf seinem Rücken zu transportieren. Mit übermenschlichen Kräften gelingt es Seyit, drei Granaten zu tragen, von denen das französische Schlachtschiff Bouvet schwer getroffen wird. Es muss sich aus der Kampflinie zurückziehen, läuft auf eine Seemine und sinkt.
Die Ententemächte unter dem neu eingetroffenen General Hamilton werden massiv durch Kolonialtruppen aus Indien und Freiwillige aus Australien und Neuseeland verstärkt. Doch dadurch lässt sich Oberstleutnant Mustafa Kemal Bey nicht einschüchtern, sondern muntert seine Untergebenen auf: „Wir erwachen!“. Die osmanischen Offiziere trauen jedoch ihrem deutschen Vorgesetzten, General Liman von Sanders, der gleichzeitig osmanischer Marschall ist, nicht. Er hat in Deutschland lediglich eine Division kommandiert und noch nie an einem Krieg teilgenommen. Am 31. März 1915 erscheint Liman an der Front, kritisiert die Aufstellung der Truppen und befiehlt einen Rückzug auf rückwärtige Stellungen.
24. April 1915. Hauptmann Faik erklärt seinen Untergebenen, dass sie sich von ihrem Minderwertigkeitskomplex gegenüber den Westmächten befreien müssen. Am nächsten Tag greifen die Ententemächte zu Wasser, zu Lande und in der Luft an. Kemal Bey versucht telefonisch, Liman von Sanders zu erreichen, um Truppen umzugruppieren, doch der Marschall ist auf einer Inspektion. An der Front verflucht ein Soldat die „Heidensöhne“, die zu landen versuchen.
Da Liman weiterhin nicht zu erreichen ist, ergreift Kemal Bey die Initiative und marschiert mit dem 57. Regiment an die Front, wobei ein alter osmanischer Militärmarsch gespielt wird. Kemal ist bereit, alles für das Vaterland zu tun, auch wenn er dafür bestraft werden wird: „Ich befehle Euch nicht anzugreifen, sondern zu sterben!“ Durch seine Initiative werden die ANZAC-Truppen zurückgeschlagen.
In Istanbul (nicht Konstantinopel) fordern weibliche Mitglieder des Roten Halbmonds von einem Minister die Einrichtung von Erste-Hilfe-Kursen. Auch sie sind bereit, für das Vaterland zu kämpfen und Soldaten zu werden. Der Minister verspricht, die Kurse einzurichten.
Im Heimatdorf von Veli und Ali bittet eine alte Frau, den Ortskommandanten sprechen zu dürfen. Sie bringt ihm zwei paar Socken und erklärt, dass sie diese für ihren Ehemann und ihren Sohn gestrickt hat, die in Russland und im Jemen gefallen sind. Der Kommandant ist über diese Geste der Hilfsbereitschaft gerührt und nimmt die Socken dankend an. Währenddessen sind die jungen, bürgerlichen Frauen in Istanbul bereits dabei, für die Truppen zu stricken und zu nähen. Sie packen Liebesgaben zusammen und vergessen auch nicht, Fläschchen mit Kolonya mitzuschicken, das zur Desinfektion benötigt wird.
An der Front gehen die Lebensmittel aus. Die osmanischen Truppen suchen verlassene Schützengräben der ANZAC-Truppen auf und finden Dosen mit Lebensmitteln, aber auch ein spezielles Grabengewehr; eine Kombination aus einem Gewehr und einer spiegelbildlich angebrachten Abzugsvorrichtung, die es erlaubt, das Gewehr aus dem Schützengraben gefahrlos zu bedienen. Ein Soldat verspricht, es sofort nachzubauen.
11. Mai 1915. Wieder bedrohen Entente-Seestreitkräfte die türkischen Stellungen. Der Kommandant des Torpedoboots Muavenet-i Milliye, Nazmi Bey, erklärt sich bereit, das britische Schlachtschiff Goliath zu vernichten. Er schleicht sich nachts durch den Zerstörer-Abwehrschirm des Kolosses und versenkt ihn mit drei Torpedoschüssen.
August 1915. Kemal Bey ist jetzt Stabsoberst. Die Australier greifen in der Suvla-Bucht an. Kemal wird durch ein Schrapnell getroffen, doch seine Taschenuhr hat es abgefangen. Ein begleitender Offizier erklärt, dass Allah Kemal gerettet hat. Die 12. Division verhindert einen australischen Erfolg.
In Istanbul helfen Krankenschwestern des Roten Halbmonds, Verwundete zu versorgen. An der Front wird im 57. Regiment das Bayramfest gefeiert. Eine britische Granate schlägt ein und tötet den Kommandeur Hüseyin Arni Bey und den Stab. Dabei fällt auch Mehmet Ali.
21. August 1915. Die Soldaten geben ihre Habseligkeiten und Briefe ab, bevor sie zum Angriff antreten. Sie pflanzen ihre Bajonette auf die Gewehre auf, Infanterie und Kavallerie greifen gemeinsam die ANZAC-Truppen an. Durch das Zusammenstoßen der Truppenmassen entsteht ein (blutig)roter Halbmond, der in die türkische Flagge überblendet. Zahlreiche türkische Flaggen wehen über Gallipoli. Abspann mit Fotos aus der Schlacht von Gallipoli und einer Gedenkstätte.

## Produktionshintergrund
Der Film entstand zeitgleich mit den Produktionen:
- „Çanakkale Çocuklari“ („Die Kinder von Çanakkale“) von Sinan Çetin
- „Çanakkale“ von Serdar Akar
- „57. Alay“ („Das 57. Regiment“) von Mahsun Kirmuzigül

Außer dem deutschen Schauspieler Reinhard Zich, der Liman von Sanders interpretiert, sind sämtliche Darsteller Türken.

## Kritik
… „Auf in den Kampf gegen die Ungläubigen!“ – Nein, dies ist nicht die Beschreibung eines Kampfvideos von Al-Kaida oder eines alten deutschen NS-Kriegspropagandafilms – dies ist der Tonfall, den der aktuelle türkische Film „Çanakkale 1915“ anschlägt … Entstanden nach Roman und Drehbuch des Bestsellerautors Turgut Özakman, entwirft der Film dabei ein Schlachtengemälde, in dem individuelle Geschichten keinen Platz haben. Was hier zählt, ist der Heldenmut des türkischen Volkes als Ganzes – von der Krankenschwester in Istanbul bis zum Frontsoldaten, von den Socken strickenden Müttern in der Heimat bis zum Hauptmann, der sich für seine Männer aufopfert. Entsprechend gesichtslos bleiben die Feinde, vor allem Briten und Neuseeländer, die nur dazu da sind, um den Mut der Türken zu bewundern und im Todeskampf als „weinerlich“ beschimpft zu werden …
Türkisches Stahlgewitter, in: Neue Osnabrücker Zeitung vom 26. Oktober 2012